# 노준형
노준형(盧俊亨, 1954년 3월 12일 ~ )은 대한민국의 제10대 정보통신부 장관을 역임한 공무원이자 제9대 서울과학기술대학교 총장을 지낸 교육인이다. 본관은 교하이며, 서울 출생이다.

## 학력
- 서울대학교 법학 학사
- 서울대학교 대학원 법학 석사

## 경력
- 1977년 12월 : 제21회 행정고등고시 합격
- 1991년 : 고속철도건설기획단 투자기획과 과장
- 1993년 : 경제기획원 심사평가국 투자기관1과 과장
- 1994년 : 정보통신부 초고속통신망구축기획과 과장
- 1995년 : 정보통신부 정보통신정책실 정보망과 과장
- 1996년 : 정보통신부 정보화기획실 기획총괄과 과장
- 1996년 12월 ~ 1997년 5월 : 정보통신부 공보관
- 1997년 5월 ~ 1998년 3월 : 정보통신부 정보화기획심의 심의관
- 1998년 3월 ~ 1999년 : 정보통신부 통신위원회 상임위원
- 1999년 1월 ~ 2000년 : 정보통신부 국제협력관실 국제협력관
- 2000년 1월 : 중앙공무원 교육원 이사관
- 2001년 1월 ~ 2001년 9월 : 정보통신부 전파방송관리국 국장
- 2001년 9월 ~ 2003년 1월 : 정보통신부 정보통신정책국 국장
- 2003년 1월 ~ 2003년 2월 : 제16대 대통령직 인수위원회 경제2분과 전문위원
- 2005년 1월 20일 ~ 2006년 3월 28일 : 정보통신부 차관
- 2006년 3월 22일 ~ 2007년 9월 3일 : 정보통신부 장관
- 2007년 10월 16일 ~ 2011년 10월 15일 : 제9대 서울과학기술대학교 총장
- 김앤장 법률사무소 고문
- 2012년 3월 ~ 2019년 3월 : 디피씨 사외이사(주)
- 2018년 3월 : CJ오쇼핑 사외이사
- 2018년 7월 ~ : CJ ENM 사외이사 겸 감사위원
- CJ ENM 보상위원회 위원
- CJ ENM 사외이사후보추천위원회 위원장